# Centro Arti Umoristiche e Satiriche
Il Centro Arti Umoristiche e Satiriche (C.A.U.S.) nacque nel 1984 a Torino con la precisa finalità di promuovere l'umorismo, la comicità e la satira quali strumenti d'analisi, critica e formazione in ambito istituzionale, artistico ed educativo.

## Storia
Il gruppo dei fondatori, formato da alcuni professionisti di talento, si mise subito all'opera offrendo gratuitamente la propria esperienza per elevare l'arte umoristica al pari di altre espressioni artistiche, strappandola al fato d'eterna Cenerentola dell'espressività  umana.
I fondatori, Giorgio Cavallo e Raffaele Palma, riuscirono in breve tempo a riunire un gruppo di umoristi italiani e di appassionati del settore, senza finalità di lucro, politiche o di parte, catturando l'attenzione dei media per la grande innovazione, capace di rendere popolare l'umorismo, portandolo fra la gente, non solo fra gli addetti ai lavori.
Negli anni, l'attività del CAUS, si sviluppò in varie direzioni: arte, grafica, comunicazione, ambiente, architettura, didattica, pedagogia, nonché nella formazione scolastica ed universitaria grazie a corsi indirizzati agli studenti e al corpo insegnanti.

## Attività
All'attività propriamente formativa e pedagogica, il Centro ha affiancato la divulgazione delle proprie ricerche al settori libri, organizzando, inoltre, manifestazioni, mostre, concorsi, convegni e dibattiti a carattere nazionale ed internazionale.
Innumerevoli gli ospiti di tali eventi, firme prestigiose come quelle di Rafael Borroto, Pietro Ardito, Pino Zac, Claude Serre, Federico Fellini, Mario Soldati, Roland Topor, Gregory Hill (fotografo, grafico e cineasta) e Arnaldo Pomodoro .

## Il CAUS e il Museo Nazionale del Cinema
Il CAUS da molti anni collabora  con importanti istituzioni culturali, pubbliche e private. Fra queste, fiore all'occhiello della sua attività, il Museo Nazionale del Cinema di Torino.
Sin dagli anni in cui era ancora in vita la sua fondatrice Maria Adriana Prolo, i responsabili del Centro Arti Umoristiche e Satiriche,  hanno proposto al pubblico interessanti mostre con opere realizzate da grandi maestri dell'illustrazione grafica.
La rassegna La Caricatura nel Cinema, il Cinema in Caricatura, ad esempio, esponeva manifesti rari e bozzetti  di grandi film disegnati dai maggiori caricaturisti e vignettisti del 1900.
Ricordiamo le mostre personali di Nino Za, pittore e caricaturista, grande amico di Federico Fellini. 
Lo stesso Fellini decise di inaugurare la sua prima personale di caricature a Torino, seguito da altri noti artisti, come Pietro Ardito e Franco Bruna.
Molti umoristi hanno dunque contribuito con le loro opere, organizzate in rassegna dal C.A.U.S. e dal  Museo Nazionale del Cinema di Torino, ad allargare gli orizzonti del mondo cinefilo applicato alle arti umoristiche. 
Nel 2005, in occasione del Concorso Calligrafico Torino Gran Bel Carattere  la vincitrice,  Cecilia Di Sclafani, è stata premiata dal Presidente del Museo del Cinema Sandro Casazza, per il suo Alfabeto Museo del Cinema di Torino.

## Mostre
- Cuba ride - Rafael Borroto (1985 - Sala Mostre E.D.P. – Torino)
- La caricatura nel cinema, il cinema in caricatura (1986 - La Rinascente - Torino)
- C'era una volta Hollywood – Franco Bruna (1987 - Libreria Campus – Torino)
- Vivere il Treno Humor (1988 - Stazione di Porta Nuova - Torino)
- Fior d'ironia in concorso (1988 - Galleria San Federico – Torino)
- Claude Serre (1992 - Biblioteca Nazionale Universitaria – Torino)
- Sergio Fedriani (1992 - Biblioteca Nazionale Universitaria – Torino)
- Mistico umoristico - Suor Mariarosa Guerrini (1993 - Biblioteca Nazionale Universitaria – Torino)
- Ex voto per disgrazia ricevuta (1993 - Galleria Arx - Torino)
- Risibilia - (1994 - Sala  delle Arti - Collegno)
- Uccellandia - Mario Arena (1995 - Galleria L'Angolo Manzoni – Torino)
- Nascere designer (1996 - Sala  delle Arti  - Collegno)
- Affreschi sindonici in Piemonte (1996 - Salone Mostre Provincia di Cuneo)
- I Fatti Nostri – Mario Tammaro (1996 - Palazzo Nervi – Torino)
- Nino Za (1996 - Piemonte Artistico Culturale - Torino)
- I Guastafeste (1996 - Cascina Giaione - Torino)
- Sindone (1997 - Chiesa di Sant'Agostino – Pinerolo)
- I Profili dello Humor - Alvaro, Antoniazzi, Superbi (1997 - Galleria L'Angolo Manzoni – Torino)
- Un certo sorriso Made in Italy (1997 - Palazzo Nervi – Torino)
- Roland Topor – (1998 - Museo Nazionale dell'Automobile - Torino)
- Pietro Ardito – (1998 - Galleria L'Angolo Manzoni – Torino)
- La febbre degli scacchi (1998 - Galleria L'Angolo Manzoni – Torino)
- Sindonibus (1998 - Centro Fieristico Antiquario – Fossano)
- Cancellazione nell'arte, arte nella cancellazione (2004 - Galleria EDP - Torino)
- Ex Indumentis - Reliquie d'Artista (2010 - Galleria d'Arte Fogliato - Torino)

## Mostre Calligrafiche Internazionali
- Torino gran bel carattere (2005 - Archivio Storico di Torino)
- Piemonte Maiscuolo anche nel Minuscolo (2006 - Archivio Storico di Torino)
- Italia le capitali decorati (2007 - Archivio Storico di Torino)
- Europa dall'alfabeto mai comune (2008 - Palazzo Lascaris - Torino)
- Il Mondo nell'Alfabeto (2009 - Archivio di Stato - Torino)
- Abbecedario che Figura (2010 - Accademia Albertina di Belle Arti - Torino)

## Mostre Riservate alle Scuole
- Estri, Maestri e Malestri (1986 - Libreria Comunardi - Torino)
- Che Punizione Daresti ad un Adulto che ha Sbagliato (1987 - Libreria Comunardi - Torino)
- Disegna la tua scuola come vorresti (1988 - Libreria Comunardi – Torino)
- Cuneo Città di Carattere (2006 - Istituto Paolo Boselli - Cuneo)
- L'arte degli amanuensi web (2005 - 2009 - Archivio Storico di Torino e Archivio di Stato)

## Torino Coloured Humor
- Torino Black Humor '88 - Fatture, raggiri ed intrugli: questa Torino Magica e ridicola, questa Torino da non bere (Centro Incontri C.R.T.)
- Torino Black Humor '89 - Medicina ufficiale, alternativa, sperimentale (Centro Incontri C.R.T.)
- Torino Black Humor '90 - La casa di qua e quella dell'aldilà (Galleria Tirrena – Torino)
- Torino Black Humor '91 - I mostri del potere (Galleria Tirrena – Torino)
- Torino Black Humor '92 - Mille e non più mille (Galleria Tirrena - Torino)
- Torino Pink Humour '93 - L'amore e l'umore (Biblioteca Nazionale Universitaria - Torino)
- Torino Giallo Humour '94 - I vicini di casa (Libreria Fontana -Torino)